# گیرجنتینا
انگور گیرجنتینا (به مالتی: Girgentina) یک نوع انگور شراب سفید بومی و پرطرفدار در مالت است. شراب ساخته شده از گیرجنتینا نفیس و تازه است. مقدار الکل از شراب آن ۱۰٪ است. شراب‌های گیرجنتینا کم-الکل، ظریف و سبک هستند.
نام این انگور ممکن است از شهر گیرجنتی در جنوب غربی مالت آمده باشد.